# Eleições legislativas de 2019 em Sintra

## Resultados Oficiais
| Partido                 | Partido                              | Votos   | %               | +/-   |
| ----------------------- | ------------------------------------ | ------- | --------------- | ----- |
|                         | Partido Socialista                   | 65 618  | 39,17 / 100,00  | 5,99  |
|                         | Partido Social Democrata             | 32 408  | 19,35 / 100,00  | -     |
|                         | Bloco de Esquerda                    | 18 678  | 11,15 / 100,00  | 1,59  |
|                         | CDU - Coligação Democrática Unitária | 12 512  | 7,47 / 100,00   | 2,40  |
|                         | Pessoas–Animais–Natureza             | 8 550   | 5,10 / 100,00   | 2,79  |
|                         | CDS – Partido Popular                | 5 890   | 3,52 / 100,00   | -     |
|                         | CHEGA!                               | 4 190   | 2,50 / 100,00   | Novo  |
|                         | LIVRE                                | 2 682   | 1,60 / 100,00   | 0,70  |
|                         | Iniciativa Liberal                   | 2 646   | 1,58 / 100,00   | Novo  |
|                         | Aliança                              | 1 914   | 1,14 / 100,00   | Novo  |
|                         | Outros (com menos de 1,00%)          | 5 797   | 3,45 / 100,00   |       |
| Votos Inválidos         | Votos Inválidos                      | 6 630   | 3,96 / 100,00   | 0,46  |
| Total                   | Total                                | 167 515 | 100,00 / 100,00 |       |
| Eleitorado/Participação | Eleitorado/Participação              | 318 983 | 52,52 / 100,00  | 4,10  |
| Fonte                   | Fonte                                | [ 1 ]   | [ 1 ]           | [ 1 ] |

## Resultados por Freguesia
Os resultados seguintes referem-se aos partidos que obtiveram mais de 1,00% dos votos:
| Freguesia                                     | %     | %     | %     | %    | %    | %    | %    | %    | %    | %    | Votantes |
| Freguesia                                     | PS    | PSD   | BE    | CDU  | PAN  | CDS  | CH   | L    | IL   | A    | Votantes |
| --------------------------------------------- | ----- | ----- | ----- | ---- | ---- | ---- | ---- | ---- | ---- | ---- | -------- |
| Agualva e Mira-Sintra                         | 44,53 | 16,50 | 10,93 | 7,90 | 4,58 | 2,63 | 2,54 | 1,42 | 1,09 | 0,95 | 17 007   |
| Algueirão - Mem Martins                       | 38,30 | 18,74 | 11,82 | 7,51 | 5,55 | 3,43 | 2,69 | 1,65 | 1,43 | 1,23 | 28 650   |
| Almargem do Bispo, Pero Pinheiro e Montelavar | 40,98 | 20,58 | 8,83  | 7,08 | 4,19 | 3,48 | 2,23 | 1,08 | 0,98 | 0,67 | 8 165    |
| Cacém e São Marcos                            | 41,09 | 15,06 | 12,30 | 7,76 | 5,80 | 2,98 | 3,19 | 1,44 | 1,32 | 1,09 | 15 588   |
| Casal de Cambra                               | 42,90 | 17,89 | 9,89  | 6,54 | 5,25 | 3,43 | 2,85 | 0,88 | 0,84 | 0,73 | 5 338    |
| Colares                                       | 32,05 | 28,46 | 9,24  | 5,39 | 4,20 | 6,28 | 1,72 | 2,06 | 2,27 | 1,48 | 3 788    |
| Massamá e Monte Abraão                        | 38,78 | 19,64 | 11,98 | 8,02 | 4,87 | 3,22 | 2,25 | 1,86 | 1,72 | 1,24 | 22 417   |
| Queluz e Belas                                | 39,82 | 17,98 | 11,09 | 8,30 | 5,28 | 3,27 | 2,36 | 1,57 | 1,63 | 1,27 | 22 911   |
| Rio de Mouro                                  | 38,69 | 18,10 | 12,17 | 7,97 | 5,00 | 3,26 | 2,93 | 1,53 | 1,54 | 1,11 | 20 798   |
| São João das Lampas e Terrugem                | 37,09 | 24,41 | 8,90  | 5,57 | 5,24 | 4,01 | 2,04 | 1,51 | 1,47 | 0,93 | 8 038    |
| Sintra                                        | 33,55 | 25,36 | 9,74  | 5,90 | 4,95 | 5,54 | 1,84 | 2,11 | 2,94 | 1,38 | 14 815   |
| Sintra                                        | 39,17 | 19,35 | 11,15 | 7,47 | 5,10 | 3,52 | 2,50 | 1,60 | 1,58 | 1,14 | 167 515  |

#### Agualva e Mira-Sintra
| Partido                 | Partido                                         | Votos  | %               | +/-  |
| ----------------------- | ----------------------------------------------- | ------ | --------------- | ---- |
|                         | Partido Socialista                              | 7 574  | 44,53 / 100,00  | 7,61 |
|                         | Partido Social Democrata                        | 2 807  | 16,50 / 100,00  | -    |
|                         | Bloco de Esquerda                               | 1 859  | 10,93 / 100,00  | 1,44 |
|                         | CDU - Coligação Democrática Unitária            | 1 343  | 7,90 / 100,00   | 2,69 |
|                         | Pessoas–Animais–Natureza                        | 779    | 4,58 / 100,00   | 2,33 |
|                         | CDS – Partido Popular                           | 447    | 2,63 / 100,00   | -    |
|                         | CHEGA!                                          | 432    | 2,54 / 100,00   | Novo |
|                         | LIVRE                                           | 241    | 1,42 / 100,00   | 0,67 |
|                         | Iniciativa Liberal                              | 185    | 1,09 / 100,00   | Novo |
|                         | Partido Comunista dos Trabalhadores Portugueses | 172    | 1,01 / 100,00   | 0,06 |
|                         | Outros (com menos de 1,00%)                     | 570    | 3,35 / 100,00   |      |
| Votos Inválidos         | Votos Inválidos                                 | 598    | 3,52 / 100,00   | 0,25 |
| Total                   | Total                                           | 17 007 | 100,00 / 100,00 |      |
| Eleitorado/Participação | Eleitorado/Participação                         | 35 413 | 48,02 / 100,00  | 6,38 |

#### Algueirão - Mem Martins
| Partido                 | Partido                              | Votos  | %               | +/-  |
| ----------------------- | ------------------------------------ | ------ | --------------- | ---- |
|                         | Partido Socialista                   | 10 974 | 38,30 / 100,00  | 5,75 |
|                         | Partido Social Democrata             | 5 370  | 18,74 / 100,00  | -    |
|                         | Bloco de Esquerda                    | 3 387  | 11,82 / 100,00  | 1,71 |
|                         | CDU - Coligação Democrática Unitária | 2 151  | 7,51 / 100,00   | 2,62 |
|                         | Pessoas–Animais–Natureza             | 1 590  | 5,55 / 100,00   | 2,98 |
|                         | CDS – Partido Popular                | 983    | 3,43 / 100,00   | -    |
|                         | CHEGA!                               | 772    | 2,69 / 100,00   | Novo |
|                         | LIVRE                                | 473    | 1,65 / 100,00   | 0,76 |
|                         | Iniciativa Liberal                   | 411    | 1,43 / 100,00   | Novo |
|                         | Aliança                              | 353    | 1,23 / 100,00   | Novo |
|                         | Outros (com menos de 1,00%)          | 1 034  | 3,62 / 100,00   |      |
| Votos Inválidos         | Votos Inválidos                      | 1 152  | 4,02 / 100,00   | 0,65 |
| Total                   | Total                                | 28 650 | 100,00 / 100,00 |      |
| Eleitorado/Participação | Eleitorado/Participação              | 55 771 | 51,37 / 100,00  | 2,81 |

#### Almargem do Bispo, Pero Pinheiro e Montelavar
| Partido                 | Partido                                         | Votos  | %               | +/-   |
| ----------------------- | ----------------------------------------------- | ------ | --------------- | ----- |
|                         | Partido Socialista                              | 3 346  | 40,98 / 100,00  | 10,22 |
|                         | Partido Social Democrata                        | 1 844  | 22,58 / 100,00  | -     |
|                         | Bloco de Esquerda                               | 721    | 8,83 / 100,00   | 1,88  |
|                         | CDU - Coligação Democrática Unitária            | 578    | 7,08 / 100,00   | 2,84  |
|                         | Pessoas–Animais–Natureza                        | 342    | 4,19 / 100,00   | 2,38  |
|                         | CDS – Partido Popular                           | 284    | 3,48 / 100,00   | -     |
|                         | CHEGA!                                          | 182    | 2,23 / 100,00   | Novo  |
|                         | LIVRE                                           | 88     | 1,08 / 100,00   | 0,40  |
|                         | Partido Comunista dos Trabalhadores Portugueses | 86     | 1,05 / 100,00   | 0,04  |
|                         | Outros (com menos de 1,00%)                     | 352    | 4,32 / 100,00   |       |
| Votos Inválidos         | Votos Inválidos                                 | 342    | 4,19 / 100,00   | 0,66  |
| Total                   | Total                                           | 8 165  | 100,00 / 100,00 |       |
| Eleitorado/Participação | Eleitorado/Participação                         | 14 139 | 57,75 / 100,00  | 2,67  |

#### Cacém e São Marcos
| Partido                 | Partido                              | Votos  | %               | +/-  |
| ----------------------- | ------------------------------------ | ------ | --------------- | ---- |
|                         | Partido Socialista                   | 6 405  | 41,09 / 100,00  | 6,81 |
|                         | Partido Social Democrata             | 2 348  | 15,06 / 100,00  | -    |
|                         | Bloco de Esquerda                    | 1 917  | 12,30 / 100,00  | 2,44 |
|                         | CDU - Coligação Democrática Unitária | 1 209  | 7,76 / 100,00   | 3,39 |
|                         | Pessoas–Animais–Natureza             | 904    | 5,80 / 100,00   | 2,92 |
|                         | CHEGA!                               | 497    | 3,19 / 100,00   | Novo |
|                         | CDS – Partido Popular                | 464    | 2,98 / 100,00   | -    |
|                         | LIVRE                                | 225    | 1,44 / 100,00   | 0,60 |
|                         | Iniciativa Liberal                   | 206    | 1,32 / 100,00   | Novo |
|                         | Aliança                              | 170    | 1,09 / 100,00   | Novo |
|                         | Outros (com menos de 1,00%)          | 618    | 3,98 / 100,00   |      |
| Votos Inválidos         | Votos Inválidos                      | 625    | 4,01 / 100,00   | 0,67 |
| Total                   | Total                                | 15 588 | 100,00 / 100,00 |      |
| Eleitorado/Participação | Eleitorado/Participação              | 31 506 | 49,48 / 100,00  | 4,43 |

#### Casal de Cambra
| Partido                 | Partido                                         | Votos  | %               | +/-  |
| ----------------------- | ----------------------------------------------- | ------ | --------------- | ---- |
|                         | Partido Socialista                              | 2 290  | 42,90 / 100,00  | 9,31 |
|                         | Partido Social Democrata                        | 955    | 17,89 / 100,00  | -    |
|                         | Bloco de Esquerda                               | 528    | 9,89 / 100,00   | 1,51 |
|                         | CDU - Coligação Democrática Unitária            | 349    | 6,54 / 100,00   | 3,54 |
|                         | Pessoas–Animais–Natureza                        | 280    | 5,25 / 100,00   | 3,24 |
|                         | CDS – Partido Popular                           | 183    | 3,43 / 100,00   | -    |
|                         | CHEGA!                                          | 152    | 2,85 / 100,00   | Novo |
|                         | Partido Comunista dos Trabalhadores Portugueses | 56     | 1,05 / 100,00   | 0,27 |
|                         | Outros (com menos de 1,00%)                     | 275    | 5,15 / 100,00   |      |
| Votos Inválidos         | Votos Inválidos                                 | 270    | 5,06 / 100,00   | 0,94 |
| Total                   | Total                                           | 5 338  | 100,00 / 100,00 |      |
| Eleitorado/Participação | Eleitorado/Participação                         | 10 187 | 52,40 / 100,00  | 4,06 |

#### Colares
| Partido                 | Partido                              | Votos | %               | +/-  |
| ----------------------- | ------------------------------------ | ----- | --------------- | ---- |
|                         | Partido Socialista                   | 1 214 | 32,05 / 100,00  | 4,12 |
|                         | Partido Social Democrata             | 1 078 | 28,46 / 100,00  | -    |
|                         | Bloco de Esquerda                    | 350   | 9,24 / 100,00   | 1,52 |
|                         | CDS – Partido Popular                | 238   | 6,28 / 100,00   | -    |
|                         | CDU - Coligação Democrática Unitária | 204   | 5,39 / 100,00   | 1,38 |
|                         | Pessoas–Animais–Natureza             | 159   | 4,20 / 100,00   | 2,21 |
|                         | Iniciativa Liberal                   | 86    | 2,27 / 100,00   | Novo |
|                         | LIVRE                                | 78    | 2,06 / 100,00   | 1,17 |
|                         | CHEGA!                               | 65    | 1,72 / 100,00   | Novo |
|                         | Aliança                              | 56    | 1,48 / 100,00   | Novo |
|                         | Outros (com menos de 1,00%)          | 105   | 2,77 / 100,00   |      |
| Votos Inválidos         | Votos Inválidos                      | 155   | 4,09 / 100,00   | 0,23 |
| Total                   | Total                                | 3 788 | 100,00 / 100,00 |      |
| Eleitorado/Participação | Eleitorado/Participação              | 6 477 | 58,48 / 100,00  | 2,79 |

#### Massamé e Monte Abraão
| Partido                 | Partido                              | Votos  | %               | +/-  |
| ----------------------- | ------------------------------------ | ------ | --------------- | ---- |
|                         | Partido Socialista                   | 8 694  | 38,78 / 100,00  | 3,72 |
|                         | Partido Social Democrata             | 4 402  | 19,64 / 100,00  | -    |
|                         | Bloco de Esquerda                    | 2 685  | 11,98 / 100,00  | 0,31 |
|                         | CDU - Coligação Democrática Unitária | 1 797  | 8,02 / 100,00   | 1,59 |
|                         | Pessoas–Animais–Natureza             | 1 092  | 4,87 / 100,00   | 2,80 |
|                         | CDS – Partido Popular                | 721    | 3,22 / 100,00   | -    |
|                         | CHEGA!                               | 504    | 2,25 / 100,00   | Novo |
|                         | LIVRE                                | 418    | 1,86 / 100,00   | 0,72 |
|                         | Iniciativa Liberal                   | 385    | 1,72 / 100,00   | Novo |
|                         | Aliança                              | 278    | 1,24 / 100,00   | Novo |
|                         | Outros (com menos de 1,00%)          | 639    | 2,85 / 100,00   |      |
| Votos Inválidos         | Votos Inválidos                      | 802    | 3,58 / 100,00   | 0,33 |
| Total                   | Total                                | 22 417 | 100,00 / 100,00 |      |
| Eleitorado/Participação | Eleitorado/Participação              | 42 767 | 52,42 / 100,00  | 5,11 |

#### Queluz e Belas
| Partido                 | Partido                              | Votos  | %               | +/-  |
| ----------------------- | ------------------------------------ | ------ | --------------- | ---- |
|                         | Partido Socialista                   | 9 123  | 39,82 / 100,00  | 5,28 |
|                         | Partido Social Democrata             | 4 120  | 17,98 / 100,00  | -    |
|                         | Bloco de Esquerda                    | 2 541  | 11,09 / 100,00  | 1,89 |
|                         | CDU - Coligação Democrática Unitária | 1 901  | 8,30 / 100,00   | 2,41 |
|                         | Pessoas–Animais–Natureza             | 1 210  | 5,28 / 100,00   | 3,15 |
|                         | CDS – Partido Popular                | 749    | 3,27 / 100,00   | -    |
|                         | CHEGA!                               | 541    | 2,36 / 100,00   | Novo |
|                         | Iniciativa Liberal                   | 373    | 1,63 / 100,00   | Novo |
|                         | LIVRE                                | 359    | 1,57 / 100,00   | 0,66 |
|                         | Aliança                              | 291    | 1,27 / 100,00   | Novo |
|                         | Outros (com menos de 1,00%)          | 787    | 3,43 / 100,00   |      |
| Votos Inválidos         | Votos Inválidos                      | 916    | 4,00 / 100,00   | 0,47 |
| Total                   | Total                                | 22 911 | 100,00 / 100,00 |      |
| Eleitorado/Participação | Eleitorado/Participação              | 44 064 | 51,99 / 100,00  | 4,28 |

#### Rio de Mouro
| Partido                 | Partido                              | Votos  | %               | +/-  |
| ----------------------- | ------------------------------------ | ------ | --------------- | ---- |
|                         | Partido Socialista                   | 8 046  | 38,69 / 100,00  | 6,39 |
|                         | Partido Social Democrata             | 3 765  | 18,10 / 100,00  | -    |
|                         | Bloco de Esquerda                    | 2 532  | 12,17 / 100,00  | 1,72 |
|                         | CDU - Coligação Democrática Unitária | 1 658  | 7,97 / 100,00   | 2,72 |
|                         | Pessoas–Animais–Natureza             | 1 040  | 5,00 / 100,00   | 2,44 |
|                         | CDS – Partido Popular                | 678    | 3,26 / 100,00   | -    |
|                         | CHEGA!                               | 609    | 2,93 / 100,00   | Novo |
|                         | Iniciativa Liberal                   | 321    | 1,54 / 100,00   | Novo |
|                         | LIVRE                                | 319    | 1,53 / 100,00   | 0,73 |
|                         | Aliança                              | 231    | 1,11 / 100,00   | Novo |
|                         | Outros (com menos de 1,00%)          | 779    | 3,76 / 100,00   |      |
| Votos Inválidos         | Votos Inválidos                      | 820    | 3,95 / 100,00   | 0,32 |
| Total                   | Total                                | 20 798 | 100,00 / 100,00 |      |
| Eleitorado/Participação | Eleitorado/Participação              | 40 418 | 51,46 / 100,00  | 4,02 |

#### São João das Lampas e Terrugem
| Partido                 | Partido                                         | Votos  | %               | +/-  |
| ----------------------- | ----------------------------------------------- | ------ | --------------- | ---- |
|                         | Partido Socialista                              | 2 981  | 37,09 / 100,00  | 8,27 |
|                         | Partido Social Democrata                        | 1 962  | 24,41 / 100,00  | -    |
|                         | Bloco de Esquerda                               | 715    | 8,90 / 100,00   | 1,90 |
|                         | CDU - Coligação Democrática Unitária            | 448    | 5,57 / 100,00   | 1,32 |
|                         | Pessoas–Animais–Natureza                        | 421    | 5,24 / 100,00   | 2,87 |
|                         | CDS – Partido Popular                           | 322    | 4,01 / 100,00   | -    |
|                         | CHEGA!                                          | 164    | 2,04 / 100,00   | Novo |
|                         | LIVRE                                           | 121    | 1,51 / 100,00   | 0,69 |
|                         | Iniciativa Liberal                              | 118    | 1,47 / 100,00   | Novo |
|                         | Partido Comunista dos Trabalhadores Portugueses | 80     | 1,00 / 100,00   | 0,41 |
|                         | Outros (com menos de 1,00%)                     | 320    | 3,98 / 100,00   |      |
| Votos Inválidos         | Votos Inválidos                                 | 386    | 4,80 / 100,00   | 0,49 |
| Total                   | Total                                           | 8 038  | 100,00 / 100,00 |      |
| Eleitorado/Participação | Eleitorado/Participação                         | 13 955 | 57,60 / 100,00  | 3,98 |

#### Sintra
| Partido                 | Partido                              | Votos  | %               | +/-  |
| ----------------------- | ------------------------------------ | ------ | --------------- | ---- |
|                         | Partido Socialista                   | 4 971  | 33,55 / 100,00  | 4,01 |
|                         | Partido Social Democrata             | 3 757  | 25,36 / 100,00  | -    |
|                         | Bloco de Esquerda                    | 1 443  | 9,74 / 100,00   | 1,72 |
|                         | CDU - Coligação Democrática Unitária | 874    | 5,90 / 100,00   | 1,44 |
|                         | CDS – Partido Popular                | 821    | 5,54 / 100,00   | -    |
|                         | Pessoas–Animais–Natureza             | 733    | 4,95 / 100,00   | 2,90 |
|                         | Iniciativa Liberal                   | 436    | 2,94 / 100,00   | Novo |
|                         | LIVRE                                | 313    | 2,11 / 100,00   | 0,95 |
|                         | CHEGA!                               | 272    | 1,84 / 100,00   | Novo |
|                         | Aliança                              | 204    | 1,38 / 100,00   | Novo |
|                         | Outros (com menos de 1,00%)          | 427    | 2,88 / 100,00   |      |
| Votos Inválidos         | Votos Inválidos                      | 564    | 3,80 / 100,00   | 0,18 |
| Total                   | Total                                | 14 815 | 100,00 / 100,00 |      |
| Eleitorado/Participação | Eleitorado/Participação              | 24 286 | 61,00 / 100,00  | 2,41 |